# عزم
آهنگ یا عزم (به انگلیسی: Grit) در روان‌شناسی، یک مشخصه مثبت و غیرشناختی است که مبتنی بر اشتیاق افراد برای رسیدن به یک هدف بلندمدت ویژه است. این اشتیاق توأم با یک نیروی انگیزشی قدرتمند است. مداومت در تلاش در افرادی که دارای این ویژگی هستند، باعث می‌شود فرد بتواند بر موانع یا چالش‌هایی که در مسیر دشوار رسیدن به موفقیت وجود دارد، غلبه کند. در واقع، این ویژگی به عنوان یک نیروی پیشران در تحقق واقعیت عمل می‌کند. مفاهیم مرتبط با این سازه روان‌شناسی شامل پشتکار، سرسختی، تاب آوری، بلند همتی، نیاز به موفقیت و وظیفه‌شناسی می‌شود.

## تعریف عزم
عزم به عنوان «پشتکار و اشتیاق به سمت اهداف بلندمدت» تعریف شده است. این ویژگی بر اساس مجموعه‌های بیوگرافی پیشگامان مشهور در تاریخ، محققان و دانشمندانی که نسبت به هم دوره‌ای‌های خود موفق‌تر و با نفوذتر بودند، شکل گرفته است. این افراد معمولاً توانایی‌هایی فراتر از توانایی‌هایی معمول داشتند. درحالی‌که توانایی از اهمیت اساسی برخوردار است، این افراد از «اشتیاق» و «استمرار انگیزه و تلاش» نیز برخوردار بودند. داکورث و همکاران (۲۰۰۷) معتقدند که این دو مؤلفه عزم باعث می‌شود که این ویژگی از سایر سازه‌های مشابه متمایز شود. عزم به عنوان یک ویژگی با ثبات در نظر گرفته می‌شود که به بازخوردهای فوری مثبت نیاز ندارد. افرادی که عزم بیشتری دارند قادر به حفظ انگیزه و تلاش خود در طول یک دوره طولانی، با وجود شکست‌ها و ناملایمات هستند. اشتیاق و تعهد آن‌ها برای دستیابی به اهداف بلندمدت، عامل مهمی است که توانایی و استقامت لازم برای دلسرد نشدن در زمان روبه‌رو شدن با چالش‌ها و موانع را فراهم می‌کند.

## مقایسه مقالات

### عزم و روان‌شناسی مثبت‌نگر
عزم با روان‌شناسی مثبت‌نگر به ویژه با پشتکار ارتباط دارد. همان‌طور که قبلاً ذکر شد، توانایی تمرکز و دنبال کردن یک هدف در مدت زمان طولانی یکی از جنبه‌های مثبت عزم است. این بخش از روان‌شناسی مثبت‌نگر، به فرایند پشتکار به عنوان یک شاخص مثبت برای اهداف بلندمدت علاقه‌مند است. داکورث و همکارانش (۲۰۱۴) در پژوهشی نشان دادند که عزم و دو مؤلفه آن مداومت در تلاش و ثبات در علایق می‌تواند تا حدودی ناشی از تفاوت‌های موجود در این باشد که چه چیزی موجب شادی افراد می‌شود.

### عزم و هوش
هوش یکی از بهترین پیش‌بینی‌کننده‌های موفقیت است. هوش موفقیت تحصیلی و همچنین موفقیت شغلی را پیش‌بینی می‌کند. با توجه به اینکه هوش و عزم هر دو پیش‌بینی‌کننده موفقیت است، ممکن است انتظار داشته باشیم که ارتباط زیادی بین این دو سازه روانشناختی وجود داشته باشد. اما این سؤال پیش می‌آید که "چرا برخی افراد موفق تر از همتایان هوشی خود هستند؟" داکورث و همکارانش (۲۰۰۹) چهار مطالعه انجام دادند که نشان داد عزم ارتباط متعامد و تا حدودی معکوس با هوش دارد. این بدان معنا است که علی‌رغم بسیاری از معیارهای متداول عملکرد عزم ارتباطی با هوش ندارد. پژوهشگران بیان کرده‌اند این یافته به تشریح این مسئله کمک می‌کند که چرا برخی افراد باهوش عملکرد منسجم و هماهنگی در طولانی مدت ندارند.

### عزم و شخصیت
عزم با الگوی پنج عاملی شخصیت که مرکب از گروهی از ابعاد شخصیتی شامل بازبودن به تجارب جدید، برونگرایی، روان رنجوری، تطابق‌پذیری و وظیفه‌شناسی است، مقایسه شده است. در یک تحقیق که توسط داکورث و کوئین (۲۰۰۹) انجام شد، نشان داده شد که بین عزم و وظیفه‌شناسی همبستگی بالایی وجود دارد (r = .77, p <.۰۰۱ و r = .73, p <.۰۰۱). در تحقیق دیگری که بر روی گروه بزرگی از دوقلوها انجام شد نشان داده شد که وظیفه‌شناسی و عزم به میزان ۰/۸۶ همبستگی ژنتیکی دارند. با وجود این همبستگی بالا، بیان شده است که عزم با اهداف بلندمدت و چندساله ارتباط بیشتری دارد.